# Неволин, Александр Никитич
Александр Никитич Неволин (? — ?) — советский партийный и государственный деятель, ответственный секретарь Амурского окружного комитета ВКП(б) (1927—1929).

## Биография
Член РКП(б) с 1918 г.
В 1926—1927 гг. — председатель Сахалинского окружного революционного комитета.
В 1927—1929 гг. — ответственный секретарь Амурского окружного комитета ВКП(б).